# Solifor Point
Solifor Point är en udde i Gambia.   Den ligger i regionen Western Division, i den västra delen av landet, 29 km väster om huvudstaden Banjul.
Terrängen inåt land är mycket platt. Havet är nära Solifor Point västerut. Runt Solifor Point är det tätbefolkat, med 308 invånare per kvadratkilometer. Närmaste större samhälle är Serrekunda, 18,4 km nordost om Solifor Point. Trakten runt Solifor Point består till största delen av jordbruksmark.